# 北海道道292号智恵文停車場線
北海道道292号智恵文停車場線（ほっかいどうどう292ごう ちえぶんていしゃじょうせん）は、北海道名寄市内を結ぶ一般道道（北海道道）である。

## 概要

### 路線データ
- 起点：北海道名寄市字智恵文（JR北海道 宗谷本線 智恵文駅）
- 終点：北海道名寄市字智恵文（北海道道252号美深名寄線交点）
- 路線延長：99 m（実延長）

## 歴史
- 1957年（昭和32年）7月25日 243号として路線認定[1]。
- 1994年（平成6年）10月1日 路線番号を292号に変更[2]。

この路線の前身は、1925年（大正14年）3月13日に認定された準地方費道103号旭川智恵文線の一部である。

## 地理

### 通過する自治体
- 上川総合振興局
  - 名寄市

### 交差する道路
名寄市
- 北海道道252号美深名寄線 - 智恵文（終点）

### 沿線にある施設など
名寄市
- JR北海道 宗谷本線 智恵文駅 - 智恵文11線
- 智恵文郵便局 - 智恵文11線北23